# Mulyorejo (Silo)
Mulyorejo is een bestuurslaag in het regentschap Jember van de provincie Oost-Java, Indonesië. Mulyorejo telt 13.546 inwoners (volkstelling 2010).